# Parques de Vigo
En la ciudad española de Vigo se pueden encontrar diferentes parques y zonas verdes.

## Listado de parques y zonas verdes
| Fotografía | Denominación                              | Año       | Ubicación          | Superficie (metros cuadrados) |
| ---------- | ----------------------------------------- | --------- | ------------------ | ----------------------------- |
|            | Parque de Castrelos                       | 1955      | Castrelos          | 243 000                       |
|            | Alameda de la plaza de Compostela         | 1928      | Vigo Centro        | 9 571                         |
|            | Jardín botánico Fundación Sales           | 1976      | Navia              | 7 000                         |
|            | Monte de A Guía                           |           | Teis               |                               |
|            | Vigozoo                                   | 1926      | A Madroa (Candeán) | 55 676                        |
|            | Parque de Camilo José Cela                |           | Vigo Centro        | 9 571                         |
|            | Monte del Castro                          | 1926      | Vigo Centro        | 253 780                       |
|            | Parque de Barreiro                        |           | Lavadores          | 26 000                        |
|            | Parque Nelson Mandela                     |           | Navia              | 89 200                        |
|            | Plaza de la Miñoca                        | 1996-2000 | Coya               | 20 000                        |
|            | Parque de A Bouza                         |           | Coya               | 36 000                        |
|            | Parque forestal del monte de los Pozos    |           | Valladares         | 110 000                       |
|            | Parque forestal del monte Alba y Cepudo   |           | Valladares         | 42 200                        |
|            | Parque de la Riouxa                       | 1991      | Teis               | 56 858                        |
|            | Parque forestal de Vixiador               |           | Candeán            | 184 878                       |
|            | Parque forestal de San Miguel de Oya      |           | Oya                | 39 737                        |
|            | Parque forestal de Sayanes                |           | Sayanes            | 23 500                        |
|            | A Madroa                                  |           | Teis               | 40 000                        |
|            | Parque forestal de San Andrés de Comesaña |           | Comesaña           | 29 200                        |
|            | Parque forestal de Zamanes                |           | Zamanes            | 50 000                        |
|            | Parque forestal de Becerreira-Bandeira    |           | Cabral             | 12 000                        |
|            | Parque forestal de Corujo                 |           | Corujo             | 20 000                        |
|            | Parque forestal de Beade                  |           | Beade              | 93 000                        |
|            | Parque forestal de Bembrive               |           | Bembrive           | 99 710                        |